# Nukkekauppias ja kaunis Lilith
Nukkekauppias ja kaunis Lilith è un film del 1955 diretto da Jack Witikka, tratto da un radiodramma del 1947 di Walentin Chorell intitolato Dockhandlaren och den sköna Lilith.
È stato presentato in concorso alla 5ª edizione del Festival di Berlino.

## Trama
In una imprecisata società distopica in cui domina la burocrazia e ogni divertimento è proibito, un ingenuo venditore di bambole viene scambiato per un anarchico che gli agenti del Leader Generale stanno braccando. Per lui sarà l'inizio di una serie di problemi, non ultimo il fatto che la ragazza di cui è innamorato, Lilith, si rivela essere legata proprio al Leader Generale.

## Distribuzione
Il film venne distribuito in Finlandia dal 12 agosto 1955.

## Riconoscimenti
- 1955 - Premio Jussi

Premio per la miglior colonna sonora a Simon Parmet
Premio al miglior produttore a T.J. Särkkä